# Xã Lincoln, Quận Blue Earth, Minnesota
Xã Lincoln (tiếng Anh: Lincoln Township) là một xã thuộc quận Blue Earth, tiểu bang Minnesota, Hoa Kỳ. Năm 2010, dân số của xã này là 200 người.